# Grevillea banksii
Espèce
Classification phylogénétique
Grevillea banksii, le grevillea de Banks, est une espèce de plantes à fleurs de la famille des Proteaceae. C'est un arbuste originaire du Queensland en Australie. L'espèce a été longtemps cultivée dans de nombreux jardins tropicaux mais elle est de plus en plus supplantée par des cultivars plus florifères.
C'est un arbuste élancé de 7 mètres de haut. Les feuilles sont pennées avec de 3 à 11 folioles allongés ou lancéolés, de 5 à 10 cm de long sur 1 de large. Les fleurs, en grappes de 15 cm de long, sont rouges ou blanc-crémeux. La plante fleurit presque toute l'année mais surtout en hiver ou au printemps.
On la trouve sur les côtes du Queensland entre Ipswich et Yeppoon.

## Galerie

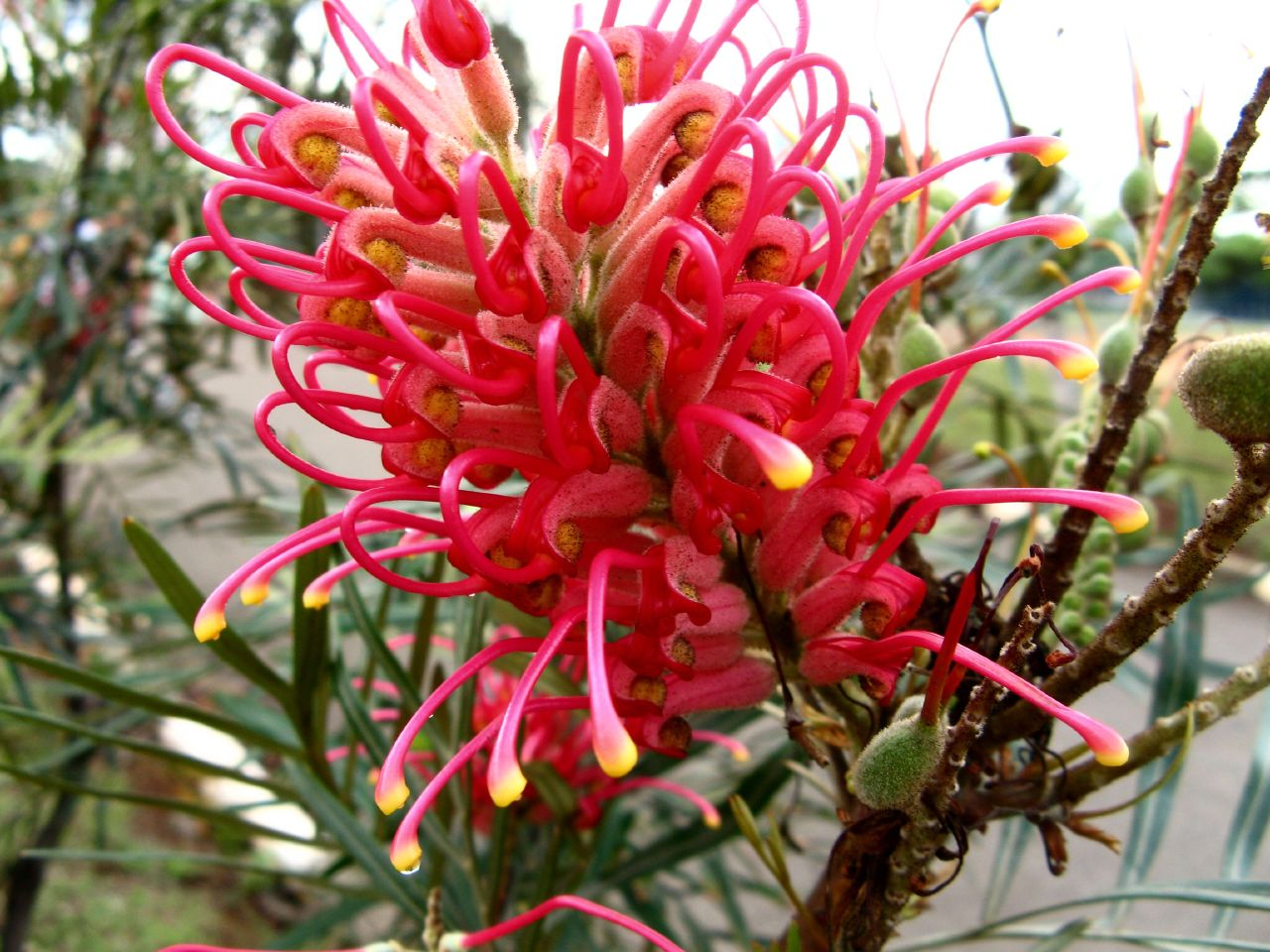
Inflorescence.
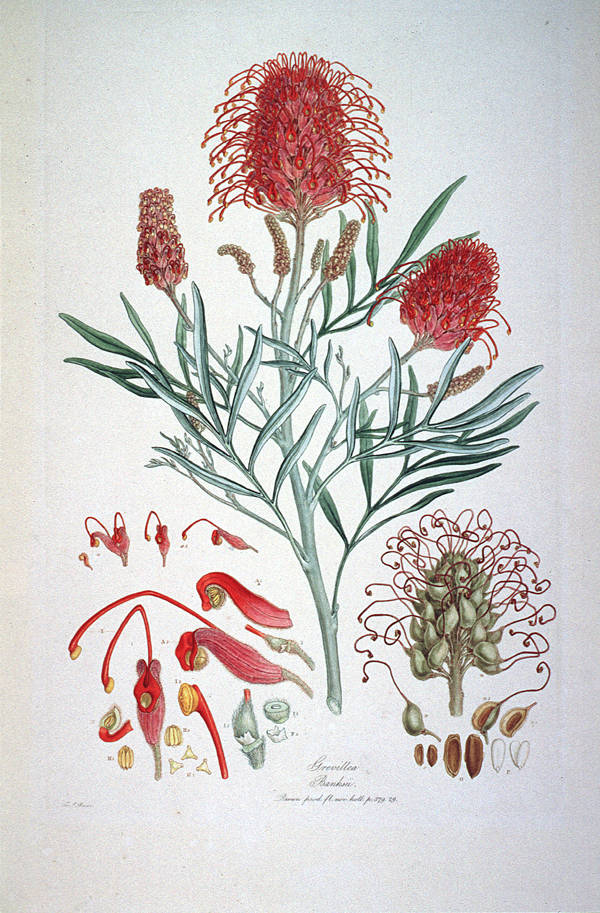
Planche botanique.